# Spränggummi
Spränggummi är en ingrediens i sprängämnen. Kallas även spränggelantin. 
Det är en halvfast, geléartad massa, som erhålls, om bomullskrut med en viss nitreringsgrad blandas med nitroglycerin, och har använts för civila och militära ändamål.